# ابن الأثردي
هو أبو الحسن سعيد بن هبة الله بن أثردي، ينتمي إلى أسرة من نصارى بغداد في العصر العباسي الرابع، عُرف أفرادها بصناعة الطب واشتهر منهم صاحب الترجمة.

## ميلاده
ولد في أوائل سنة 1045 م وتوفي سنة 1102 م ذكره ابن ابي اصيبعة وقال انه (من الاطباء المتميزين في صناعة الطب)، وكان أيضا من الأطباء المشهورين ببغداد.

## حياته
خدم المقتدي بأمر الله (1075- 1094 م) ثم ولده المستظهر بالله (1094 – 1118 م). وقال ابن الخطاب محمد بن محمد بن ابي طالب في كتاب (الشامل في الطب): «أن الطب في عصرنا انتهى إلى ابي احسن سعيد ين هبة الله بن الحسن».
قرأ على ابي العلاء بن التلميذ وعلى ابي الفضل كتيفات، وعلى عبدان الكاتب. وخلق من التلاميذ جماعة. وتولى مداواة المرضى في البيمارستان العضدي.

## كتبه ومؤلفاته
ألف كتبا كثيرة، طبية ومنطقية وفلسفية منها: (كتاب المغني في الطب)، صنفه للمقتدي بأمر الله. وألف كتاب (في اليرقان)، و (مقالة في صفات تراكب الادوية).